# Musée Zadkine
Le musée Zadkine est un musée parisien consacré au sculpteur d'origine russe Ossip Zadkine (1890-1967) qui s'est établi à Paris en 1910. Il est situé no 100 bis, rue d'Assas, dans le 6e arrondissement de Paris. Il existe également un musée départemental dans le village des Arques dans le Lot, où vécut Ossip Zadkine.

## Historique
Le musée est né de la volonté d'Ossip Zadkine de léguer à la Ville de Paris ses œuvres et l'atelier qu'il occupait rue d'Assas depuis 1928. Son épouse, Valentine Prax, réalise ce souhait en 1978. Elle meurt en 1981 en ayant légué l’ensemble de ses biens. Le musée Zadkine est inauguré le 19 avril 1982. Dans sa petite maison proche du jardin du Luxembourg, il regroupe les sculptures et les œuvres sur papier de l'artiste, de sa période de jeunesse à sa participation au mouvement cubiste. Il comprend également des œuvres de Valentine Prax.
Le jardin du musée a été réalisé par le paysagiste Gilles Clément pour accueillir les œuvres du sculpteur inspirées par la forêt et les arbres.
À l’occasion de son trentième anniversaire et après une année de travaux, le rendant accessible à tous, le musée a rouvert ses portes le 10 octobre 2012, avec une présentation de ses collections repensée au plus près de l’esprit d’atelier. Il s'agit d'un des quatorze musées de la Ville de Paris gérés depuis le 1er janvier 2013 par l'établissement public administratif Paris Musées.

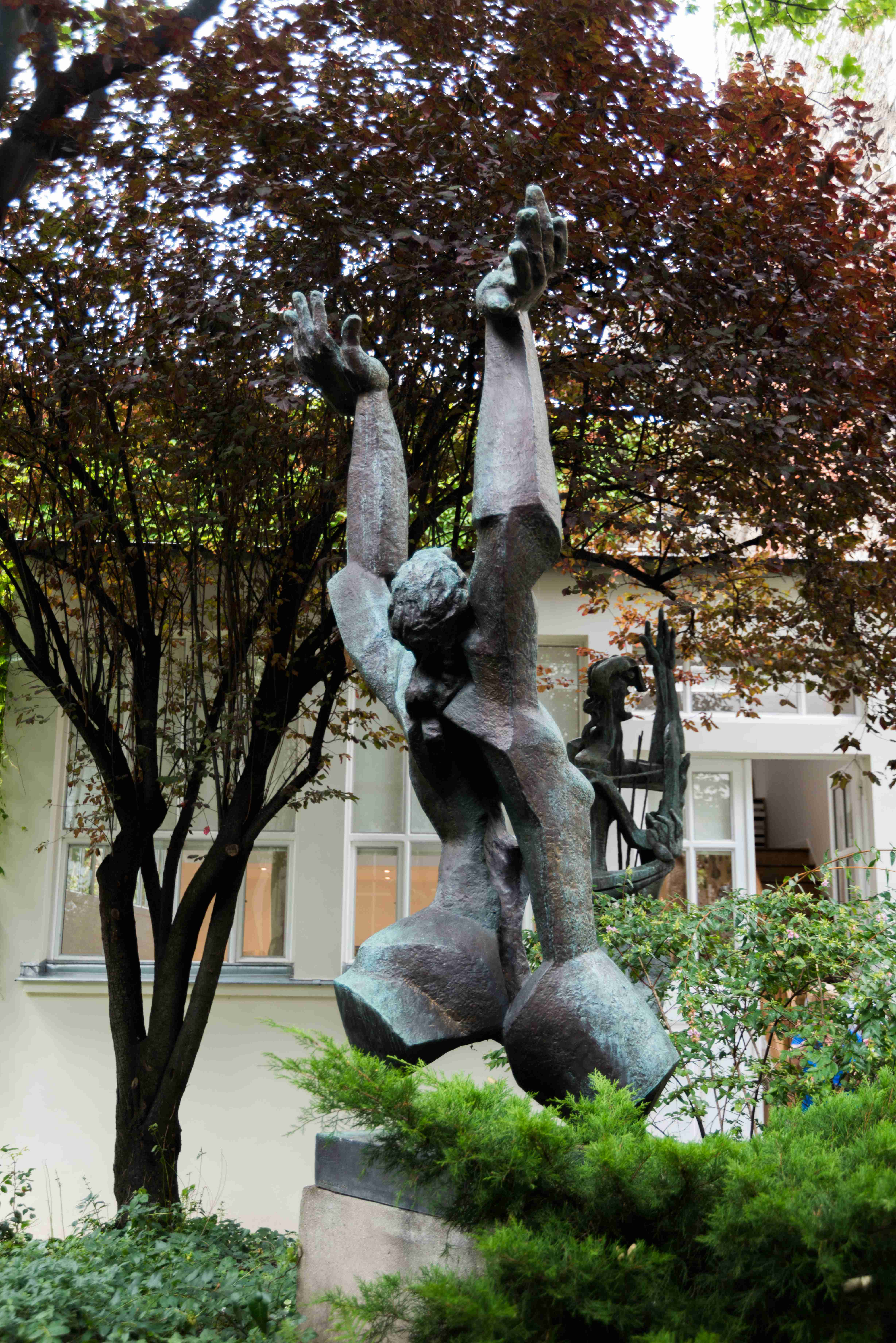
Le jardin du musée.
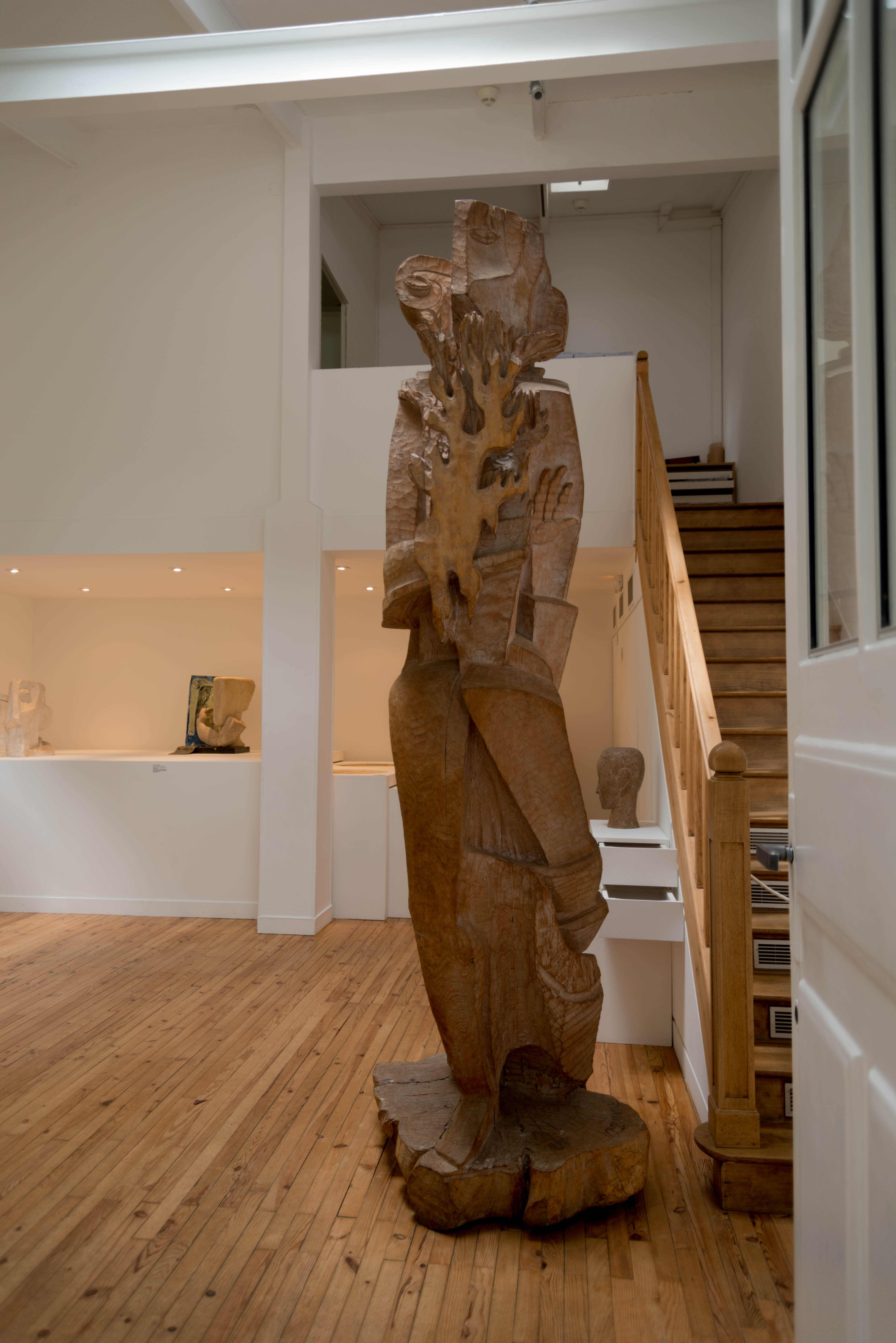
L'entrée de l'atelier avec la statue de Prométhée.
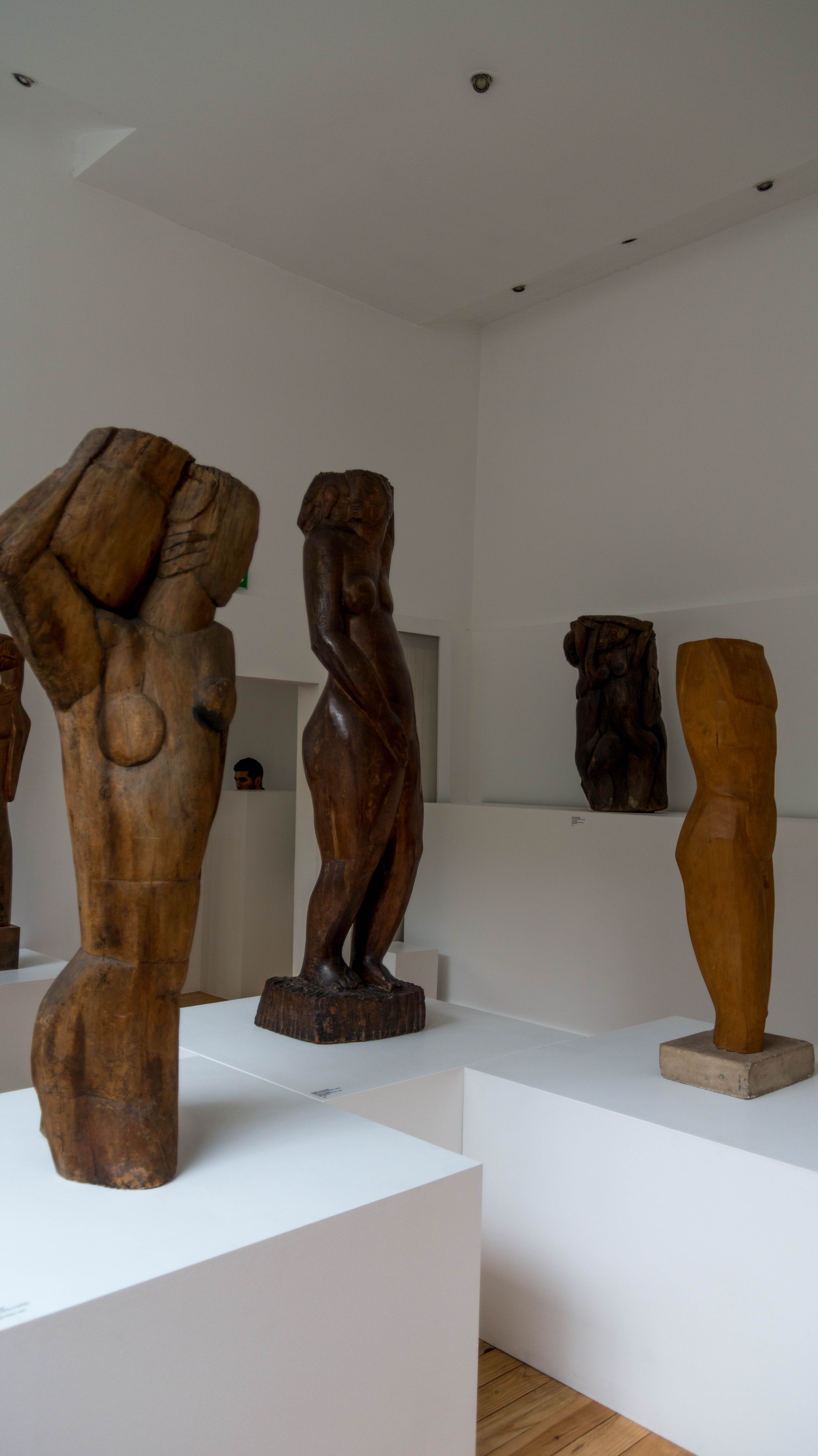
Une salle du musée.
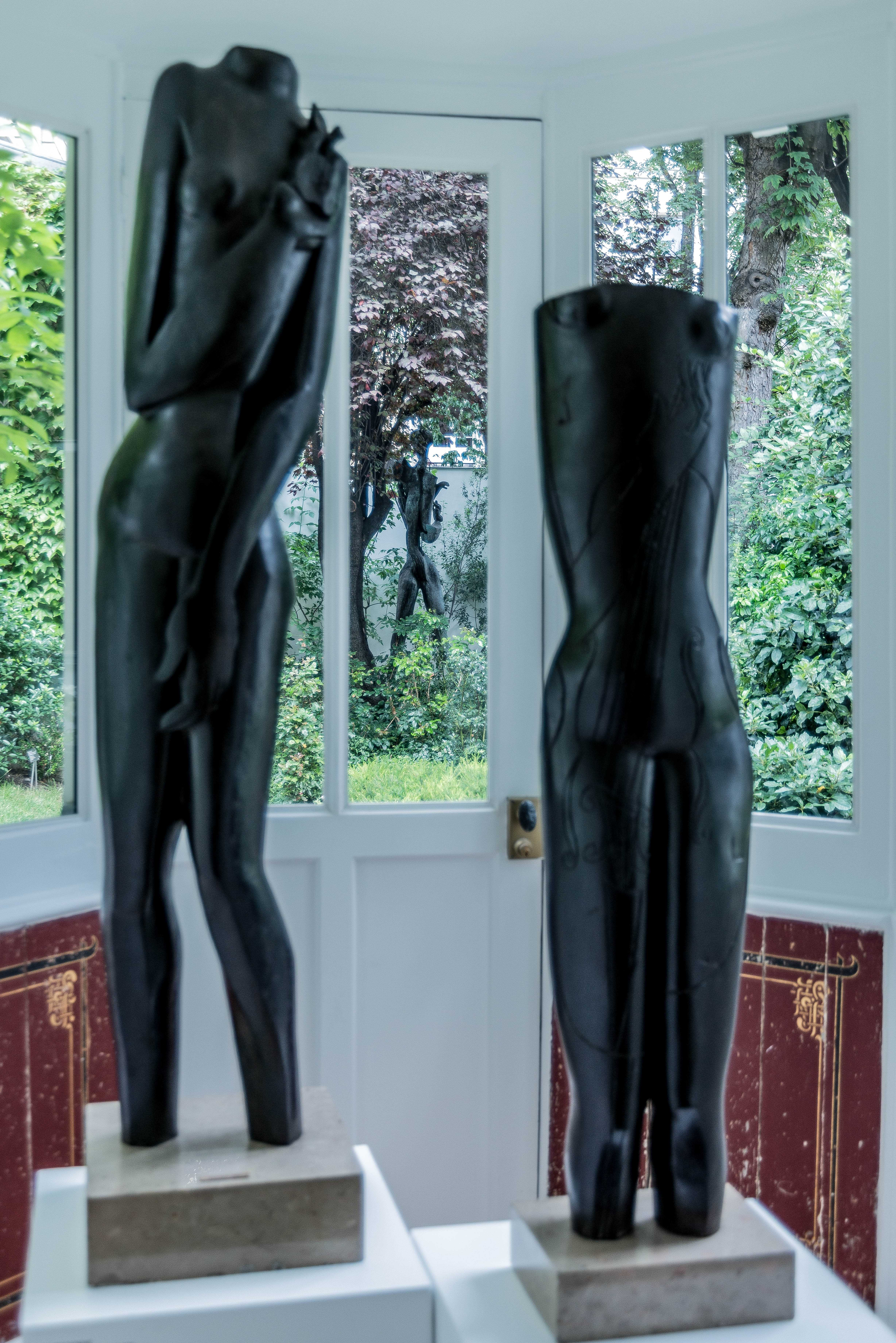
Vue de la véranda.

## Expositions et activités
Depuis 1995, l'ouverture de l'atelier permet d'organiser trois à quatre expositions d'art contemporain par an ainsi que divers événements culturels : présentations et signatures de livres d'artistes, interventions, performances, lectures, concerts, etc.
Une des particularités de ce musée consacré à l'œuvre sculptée est de permettre aux mal-voyants et aux non-voyants de toucher les œuvres, en toute légitimité (il s'agit d'exaucer le vœu d'Ossip Zadkine lui-même). Les œuvres sont agrémentées de cartels en braille qui les légendent, offrant ainsi une découverte tactile. Des visites-conférences tactiles sur la vie et l’œuvre d’Ossip Zadkine sont aussi organisées.
Par ailleurs, une bibliothèque comportant les manuscrits ainsi qu'un ensemble d'ouvrages, d'archives est accessible aux chercheurs sur rendez-vous.